# Marco Antônio Pâmio
Marco Antônio Pâmio (São Paulo, 16 de março de 1962) é um ator e diretor teatral brasileiro. 
Estudou no Centro de Pesquisa Teatral (CPT) e no Drama Studio London, Inglaterra. Estreou profissionalmente no papel de Romeu na montagem de Romeu e Julieta, de William Shakespeare, dirigida por Antunes Filho.
Destaca-se por sua atuação na cena teatral paulistana, em montagens de autores nacionais e estrangeiros. 
Participou também de telenovelas e minisséries.
Recebeu quatro prêmios APCA (Associação Paulista dos Críticos de Arte): um como ator-revelação em Romeu e Julieta (1984), dois como melhor ator de teatro - em "Edmond", de David Mamet (2006) e em "A Herança", de Matthew López (2023) - e como melhor diretor pelo espetáculo "Assim É (Se lhe Parece)", de Luigi Pirandello (2014). Também recebeu o Prêmio Bibi Ferreira de melhor diretor em peça teatral por "Terremotos", de Mike Bartlett, além de outras indicações aos prêmios Shell, APCA, Aplauso Brasil, Quem! e Mambembe.

## No Teatro

### Como ator
- 2023 - A Herança, de Matthew López, direção de Zé Henrique de Paula
- 2021 - Cock, de Mike Bartlett, direção de Nelson Baskerville
- 2021 - As Aves da Noite, de Hilda Hilst, direção de Hugo Coelho
- 2018 - A Noite de 16 de Janeiro, de Ayn Rand, direção de Jô Soares
- 2017 - Céus, de Wajdi Mouawad, direção de Aderbal Freire-Filho
- 2016 - Tróilo e Créssida, de William Shakespeare, direção de Jô Soares
- 2015 - Medida por Medida, de William Shakespeare, direção de Ron Daniels[7]
- 2015 - Macbeth, de William Shakespeare, direção de Ron Daniels[8]
- 2015 - A Língua em Pedaços, de Juan Mayorga, direção de Elias Andreato[9]
- 2014 - Preto no Branco, de Nick Gill, direção de Zé Henrique de Paula[10]
- 2014 - Ou Você Poderia me Beijar, de Neil Bartlett, direção de Zé Henrique de Paula [11]
- 2013 - Operação Trem-Bala, de Naum Alves de Souza, direção de Naum Alves de Souza [12]
- 2013 - O Terraço, de Jean-Claude Carrière, direção de Alexandre Reinecke [13]
- 2012 - Macbeth, de William Shakespeare, direção de Gabriel Villela[14]
- 2011 - O Casamento Suspeitoso, de Ariano Suassuna, direção de Sérgio Ferrara[15]
- 2010 - Os Passageiros, de Flávio Goldman, direção de Francisco Medeiros[16]
- 2009 - Mediano, de Otávio Martins, direção de Naum Alves de Souza[17][18]
- 2007 - O Santo Parto, de Lauro César Muniz, direção de Bárbara Bruno
- 2006 - Edmond, de David Mamet, direção de Ariela Goldmann
- 2006 - Pedras nos Bolsos, de Marie Jones, direção de Domingos Nunez
- 2005 - A Última Viagem de Borges, de Ignácio de Loyola Brandão, direção de Sérgio Ferrara
- 2004 - Um Número, de Caryl Churchill, direção de Bete Coelho
- 2002 - Longa Jornada de um Dia Noite Adentro, de Eugene O'Neill, direção de Naum Alves de Souza
- 2001 - A Terra Prometida, de Samir Yazbek, direção de Luiz Arthur Nunes
- 2000 - Pobre Super Homem, de Brad Fraser, direção de Sérgio Ferrara
- 1998 - O Senhor Paul, de Tankred Dorst, direção de Sérgio Ferrara
- 1997 - Antígona, de Sófocles, direção de Sérgio Ferrara
- 1994 - O Beijo no Asfalto, de Nelson Rodrigues, direção de Fernando Villar
- 1993 - Lucrécia o Veneno dos Bórgia, de Paulo César Coutinho, direção de Celso Saiki
- 1992 - Laranja Mecânica, de Anthony Burgess, direção de Olair Coan
- 1990 - Como se tornar uma Supermãe em Dez Lições, de Paul Fuks, direção de Wolf Maya
- 1988 - A Língua Perdida, de Olair Coan, direção de Olair Coan
- 1987 - O Prazer é Todo Nosso (Five-Finger Exercise), de Peter Shaffer, direção de Bernardo Jablonski
- 1984 - Nelson 2 Rodrigues, de Nelson Rodrigues, direção de Antunes Filho
- 1984 - Macunaíma, de Mário de Andrade, direção de Antunes Filho
- 1984 - Romeu e Julieta, de William Shakespeare, direção de Antunes Filho

### Como diretor
- 2022 - Terremotos, de Mike Bartlett
- 2021 - John e Eu, de Nicolas Trevijano[19][20]
- 2020 - Uma Mulher Só, de Dario Fo e Franca Rame
- 2019 - Jardim de Inverno, de Richard Yates
- 2019 - Ator Mente, de Steven Berkoff
- 2019 - A Catástrofe do Sucesso, de Tennessee Williams
- 2018 - Cobra na Geladeira, de Brad Fraser
- 2018 - A Profissão da Sra Warren, de George Bernard Shaw
- 2017 - Baixa Terapia, de Matías Del Federico
- 2016 - Noites Sem Fim, de Chloë Moss[21]
- 2016 - Playground, de Rajiv Joseph[22]
- 2015 - Consertando Frank, de Ken Hanes[23]
- 2014 - Propriedades Condenadas, de Tennessee Williams
- 2014 - Assim é (se lhe parece), de Luigi Pirandello[24]
- 2008 - Amor e Restos Humanos, de Brad Fraser
- 2004 - Suburbano Coração, de Naum Alves de Souza
- 2001 - Fica Frio, de Mário Bortolotto
- 1999 - Atitude!, de David Drake
- 1998 - Tímon de Atenas, de William Shakespeare
- 1997 - Conto de Inverno, de William Shakespeare

## Filmografia

### Televisão
| Ano  | Título                       | Personagem         | Notas                               | Emissora   |
| ---- | ---------------------------- | ------------------ | ----------------------------------- | ---------- |
| 1985 | De Quina pra Lua             | Marquinhos         |                                     | TV Globo   |
| 1986 | Memórias de um Gigolô        | Silva              |                                     | TV Globo   |
| 1987 | Mandala                      | Argemiro (1ª fase) |                                     | TV Globo   |
| 1995 | Sangue do Meu Sangue         | Quinzinho Cerdeira |                                     | SBT        |
| 2003 | Celebridade                  | Macedo             |                                     | TV Globo   |
| 2006 | JK                           | Wilsinho           |                                     | TV Globo   |
| 2007 | Malhação                     | Bernard Higgins    |                                     | TV Globo   |
| 2008 | Água na Boca                 | Remi Pacheco       |                                     | Band       |
| 2009 | A Grande Família             | Marco Chinelo      | Episódio: "Direito de Sofrer"       | TV Globo   |
| 2010 | Tempos Modernos              | Políbio Bretas     |                                     | TV Globo   |
| 2012 | A Tragédia da Rua das Flores | Agenor             |                                     |            |
| 2012 | Corações Feridos             | Dr. Michel         |                                     | SBT        |
| 2013 | Beleza S/A                   | Emiliano Cambrino  | Episódio: "Status em Manutenção"    | GNT        |
| 2014 | Sessão de Terapia            | Frederico Duarte   |                                     | GNT        |
| 2014 | Psi                          | Sérgio             | Episódio: "A menina que não olhava" | HBO Brasil |
| 2014 | O Negócio                    | Marcelo            | Episódio: "Greve"                   | HBO Brasil |
| 2018 | Assédio                      | Neville            |                                     | Globoplay  |
| 2020 | Onisciente                   | Inácio Peixoto     |                                     | Netflix    |

### Cinema
| Ano  | Título           | Personagem | Notas          |
| ---- | ---------------- | ---------- | -------------- |
| 2018 | Distúrbio        | Heitor     | Curta-metragem |
| 1991 | A Loira Fantasma | Loca       | Curta-metragem |

## Prêmios e indicações
| Ano  | Prêmio                 | Categoria                        | Indicação  | Resultado |
| ---- | ---------------------- | -------------------------------- | ---------- | --------- |
| 2022 | Prêmio Bibi Ferreira   | Melhor Peça                      | Terremotos | Indicado  |
| 2022 | Prêmio Bibi Ferreira   | Melhor Direção em Peça de Teatro | Terremotos | Venceu    |
| 2023 | Prêmio APCA de Teatro  | Melhor Ator                      | A Herança  | Pendente  |
| 2023 | Prêmio Bibi Ferreira   | Melhor Ator em Peça de Teatro    | A Herança  | Pendente  |
| 2023 | Prêmio Cenym de Teatro | Melhor Ator Coadjuvante          | A Herança  | Pendente  |
| 2023 | Prêmio Cenym de Teatro | Melhor Elenco                    | A Herança  | Pendente  |
| 2023 | Prêmio Cenym de Teatro | Melhor Qualidade Artística       | A Herança  | Pendente  |
| 2023 | Prêmio Shell - SP      | Melhor Ator                      | A Herança  | Pendente  |